# Entropía de Rényi
En teoría de la información, la entropía de Rényi generaliza la entropía de Hartley, la entropía de Shannon, la entropía de colisión y la entropía min. Las entropías cuantifican la diversidad, incertidumbre o aleatoriedad de un sistema. La entropía de Rényi lleva el nombre de Alfréd Rényi. En el contexto de estimación de la dimensión fractal, la entropía de Rényi forma la base del concepto de dimensiones generalizadas.
La entropía de Rényi es importante en ecología y estadística como índice de diversidad. La entropía de Rényi también es importante en información cuántica, donde se puede usar como medida del entrelazamiento. En el modelo de Heisenberg de cadena de espín XY, se puede calcular explícitamente la entropía de Rényi como función de α gracias al hecho de que es una función automórfica con respecto a un subgrupo particular del grupo modular. En ciencia computacional teórica, la entropía min se usa en el contexto de extractores de aleatoriedad.

## Definición
La entropía de Rényi de orden {\displaystyle \alpha }, donde {\displaystyle \alpha \geq 0} y {\displaystyle \alpha \neq 1}, se define como
{\displaystyle H_{\alpha }(X)={\frac {1}{1-\alpha }}\log {\Bigg (}\sum _{i=1}^{n}p_{i}^{\alpha }{\Bigg )}} .
Aquí, {\displaystyle X} es una variable aleatoria discreta con resultados posibles {\displaystyle 1,2,...,n} y probabilidades correspondientes {\displaystyle p_{i}\doteq \Pr(X=i)} para {\displaystyle i=1,\dots ,n}, y el logaritmo es de base 2. Si las probabilidades son {\displaystyle p_{i}=1/n} para todo {\displaystyle i=1,\dots ,n}, entonces todas las entropías de Rényi de la distribución son iguales: {\displaystyle H_{\alpha }(X)=\log n}. En general, para todas las variables aleatorias discretas {\displaystyle X}, {\displaystyle H_{\alpha }(X)} es una función no creciente de {\displaystyle \alpha }.
Sus aplicaciones suelen utilizar la siguiente relación entre la entropía de Rényi y la norma p del vector de probabilidades:
{\displaystyle H_{\alpha }(X)={\frac {\alpha }{1-\alpha }}\log \left(\|P\|_{\alpha }\right)} .
donde la distribución de probabilidad discreta {\displaystyle P=(p_{1},\dots ,p_{n})} se interpreta como un vector en {\displaystyle \mathbb {R} ^{n}} con {\displaystyle p_{i}\geq 0} y {\displaystyle \sum _{i=1}^{n}p_{i}=1}.
La entropía de Rényi para cualquier {\displaystyle \alpha \geq 0} es Schur-cóncava.

## Casos especiales de la entropía de Rényi

Entropía de Rényi de una variable aleatoria con dos posibles salidas frente a p_{1}, donde P = (p_{1}, 1 − p_{1}). Se representan H_{0}, H_{1}, H_{2} y H_{∞}, en unidades de shannons.

Cuando α tiende a cero, la entropía de Rényi le da un peso cada vez más parejo a todos los eventos posibles, independientemente de sus probabilidades. En el límite  α → 0, la entropía de Rényi es simplemente el logaritmo del tamaño del soporte de  X. El límite  α → 1 es la entropía de Shannon. Cuando  α tiende a infinito, la entropía de Rényi está determinada por los eventos de mayor probabilidad.

### Entropía max o de Hartley
Dadas probabilidades no nulas, {\displaystyle H_{0}} es el logaritmo de la cardinalidad de X, a veces llamado la entropía de Hartley de X,
{\displaystyle H_{0}(X)=\log n=\log |X|.\,}

### Entropía de Shannon
El valor límite de {\displaystyle H_{\alpha }} cuando  α → 1 es la entropía de Shannon:
{\displaystyle H_{1}(X)=-\sum _{i=1}^{n}p_{i}\log p_{i}.}

### Entropía de colisión
La entropía de colisión, a veces llamada simplemente entropía de Rényi, se refiere al caso α = 2,
{\displaystyle H_{2}(X)=-\log \sum _{i=1}^{n}p_{i}^{2}=-\log P(X=Y)}
donde X e Y son independientes e idénticamente distribuidas.

### Entropía min
En el límite {\displaystyle \alpha \rightarrow \infty }, la entropía de Rényi {\displaystyle H_{\alpha }} converge a la entropía min {\displaystyle H_{\infty }}:
{\displaystyle H_{\infty }(X)\doteq \min _{i}(-\log p_{i})=-(\max _{i}\log p_{i})=-\log \max _{i}p_{i}\,.}
De forma equivalente, la entropía min {\displaystyle H_{\infty }(X)} es el mayor número real  b tal que todos los eventos ocurren con probabilidad a lo sumo {\displaystyle 2^{-b}}.
El nombre entropía min proviene del hecho de que es la menor medida de la entropía de la familia de entropías de Rényi. En este sentido, es la manera más fuerte de medir la información contenida en una variable aleatoria discreta. En particular, la entropía min nunca es mayor que la entropía de Shannon.
La entropía min tiene importantes aplicaciones en extractores de aleatoriedad en ciencia computacional teórica: los extractores son capaces de extraer aleatoriedad de fuentes aleatorias que tienen gran entropía min. Tener simplemente una entropía de Shannon grande no es suficiente para ello.

### Entropía lineal
Un caso particular de la entropía de Rényi corresponde a la entropía lineal ({\displaystyle \alpha =2}):
{\displaystyle L(X)=H_{2}(X)=-log{\Bigg (}\sum _{i=1}^{n}p_{i}^{2}{\Bigg )}}

## Desigualdades entre diferentes valores deα
Se puede probar por derivación que {\displaystyle H_{\alpha }} es no creciente con {\displaystyle \alpha }, de la forma
{\displaystyle -{\frac {dH_{\alpha }}{d\alpha }}={\frac {1}{(1-\alpha )^{2}}}\sum _{i=1}^{n}z_{i}\log(z_{i}/p_{i}),}
que es proporcional a la divergencia de Kullback-Leibler (que es siempre no negativa), donde {\displaystyle z_{i}=p_{i}^{\alpha }/\sum _{j=1}^{n}p_{j}^{\alpha }}.
En casos particulares las desigualdades se pueden probar también con la desigualdad de Jensen:
{\displaystyle \log n=H_{0}\geq H_{1}\geq H_{2}\geq H_{\infty }.}
Para valores de {\displaystyle \alpha >1}, también se cumplen desigualdades en el otro sentido. En particular, se tiene[cita requerida]
{\displaystyle H_{2}\leq 2H_{\infty }.}
Por otro lado, la entropía de Shannon {\displaystyle H_{1}} puede ser arbitrariamente grande para una variable aleatoria {\displaystyle X} con una entropía min dada.[cita requerida]

## Divergencia de Rényi
Al igual que las entropías de Rényi absolutas, Rényi también definió un espectro de medidas de la divergencia generalizando la divergencia de Kullback-Leibler.
La divergencia de Rényi de orden α o divergencia alfa de una distribución P respecto de una distribución Q se define como
{\displaystyle D_{\alpha }(P\|Q)={\frac {1}{\alpha -1}}\log {\Bigg (}\sum _{i=1}^{n}{\frac {p_{i}^{\alpha }}{q_{i}^{\alpha -1}}}{\Bigg )}\,}
donde 0 < α < ∞ y α ≠ 1. Se puede definir la divergencia de Rényi para los valores particulares α = 0, 1, ∞ tomando el límite, y en particular el límite α → 1 da la divergencia de Kullback-Leibler.
Algunos casos particulares:
{\displaystyle D_{0}(P\|Q)=-\log Q(\{i:p_{i}>0\})}: menos la probabilidad en Q de que pi > 0;
{\displaystyle D_{1/2}(P\|Q)=-2\log \sum _{i=1}^{n}{\sqrt {p_{i}q_{i}}}}: menos dos veces el logaritmo del coeficiente de Bhattacharyya; (Nielsen y Boltz (2009))
{\displaystyle D_{1}(P\|Q)=\sum _{i=1}^{n}p_{i}\log {\frac {p_{i}}{q_{i}}}}: la divergencia de Kullback-Leibler;
{\displaystyle D_{2}(P\|Q)=\log {\Big \langle }{\frac {p_{i}}{q_{i}}}{\Big \rangle }}: el logaritmo del ratio esperado de las probabilidades;
{\displaystyle D_{\infty }(P\|Q)=\log \sup _{i}{\frac {p_{i}}{q_{i}}}}: el logaritmo del ratio máximo de las probabilidades.
La divergencia de Rényi es de hecho una divergencia, lo que quiere decir simplemente que {\displaystyle D_{\alpha }(P\|Q)} es mayor o igual que cero, siendo cero si y solo si P = Q. Para un par de distribuciones cualesquiera pero fijas P y Q, la divergencia de Rényi es no decreciente como función de su orden α, y es continua en elconjunto de α para los que es finita.

## Por quéα= 1 es especial
El valor α = 1, que da la entropía de Shannon y la divergencia de Kullback-Leibler, es especial ya que es solo con α = 1 con que se cumple la regla de la cadena de la probabilidad condicionada de forma exacta:
{\displaystyle H(A,X)=H(A)+\mathbb {E} _{a\sim A}{\big [}H(X|A=a){\big ]}}
para las entropías absolutas, y
{\displaystyle D_{\mathrm {KL} }(p(x|a)p(a)||m(x,a))=D_{\mathrm {KL} }(p(a)||m(a))+\mathbb {E} _{p(a)}\{D_{\mathrm {KL} }(p(x|a)||m(x|a))\},}
para las entropías relativas.
Esto último en particular significa que si buscamos una distribución p(x, a) que minimice la divergencia de alguna medida previa subyacente m(x, a), y obtenemos nueva información que solo afecta a la distribución a, entonces la distribución de p(x|a) permanece m(x|a), sin cambios.
Las otras divergencias de Rényi satisfacen los criterios de ser positivas y continuas; ser invariantes bajo transformaciones coordinadas inyectivas; y de combinarse aditivamente cuando A y X son independientes, de forma que p(A, X) = p(A)p(X), luego
{\displaystyle H_{\alpha }(A,X)=H_{\alpha }(A)+H_{\alpha }(X)\;}
y
{\displaystyle D_{\alpha }(P(A)P(X)\|Q(A)Q(X))=D_{\alpha }(P(A)\|Q(A))+D_{\alpha }(P(X)\|Q(X)).}
Las propiedades más fuertes de las cantidades α = 1, que permiten definir la información condicional y la información mutua en teoría de comunicación, pueden ser muy importantes en otras aplicaciones, o completamente irrelevantes, dependiendo de las necesidades de tales aplicaciones.

## Familias exponenciales
Las entropías de Rényi y las divergencias para una familia exponencial admiten expresiones simples
{\displaystyle H_{\alpha }(p_{F}(x;\theta ))={\frac {1}{1-\alpha }}\left(F(\alpha \theta )-\alpha F(\theta )+\log E_{p}[e^{(\alpha -1)k(x)}]\right)}
y
{\displaystyle D_{\alpha }(p:q)={\frac {J_{F,\alpha }(\theta :\theta ')}{1-\alpha }}}
donde
{\displaystyle J_{F,\alpha }(\theta :\theta ')=\alpha F(\theta )+(1-\alpha )F(\theta ')-F(\alpha \theta +(1-\alpha )\theta ')}
es la divergencia de Jensen.

## Significado físico
La entropía de Rényi en física cuántica no se considera un observable, debido a su dependencia no lineal con la matriz de densidad. La entropía de Shannon comparte esta dependencia no lineal. Ansari y Nazarov mostraron una correspondencia que revela el significado físico del flujo de entropía de Renyi en el tiempo. Su propuesta es similar al teorema de fluctuación-disipación en espíritu y permite la medida de la entropía cuántica usando la estadística de contado completo de las transferencias de energía.